# لغة غا
غا (بالإنجليزية: Ga)‏ هي لغة كوا مُستعملة في غانا ضمن وحول العاصمة أكرا. تحتوي على تمييزٍ صوتي بين 3 أطوال علة.
حسب إحصائية عام 2012، فإنه يتحدث لغة غا حوالي 745,000 فرد.